# Wulfenita
La wulfenita es un mineral del grupo VI (molibdatos), según la clasificación de Strunz  de fórmula química PbMoO4. 
Cristaliza en el sistema tetragonal, apareciendo a menudo como cristales piramidales o tabulares. También se observa como masas granulares terrosas. Se encuentra en varias localidades, asociado con menas de plomo, siendo un mineral secundario asociado con los depósitos de oxidación de plomo. También es una mena secundaria de molibdeno, y también es codiciada por coleccionistas de minerales.

## Descubrimiento y ocurrencia
La wulfenita fue descrita por primera vez en 1845 por un ejemplar en Bad Bleiberg, Carintia, Austria. Fue nombrado así en honor a Franz Xavier von Wulfen (1728-1805), un mineralogista austriaco.
Se presenta como mineral secundario en depósitos hidrotermales de oxidación de plomo, en forma de brillantes cristales amarillo-anaranjados de hábito tabular. Se presenta junto con minerales como: la cerusita, la anglesita, la smithsonita, la hemimorfita, la vanadinita, la piromorfita, la mimetita, la descloizita y la plattnerita, además de varios óxidos de hierro y manganeso.
Una notable localidad para la wulfenita es la Mina Red Cloud, en Arizona, Estados Unidos. Los cristales, de un color rojo profundo, están usualmente bien formados. La wulfenita fue nombrada como mineral oficial del estado de Arizona en 2017.

## Cristalografía
La wulfenita cristaliza en el sistema tetragonal y posee relaciones axiales prácticamente iguales, por lo que se le considera cristalográficamente similar a la scheelita (CaWO4). La wulfenita se clasifica según su simetría cristalina como piramidal-hemiédrico (tetragonal dipiramidal) (C4h).
Existe una disolución sólida entre los dos minerales wulfenita y stolzita (PbWO4), tal que la proporción molibdato-wolframato es de un  90% en la wulfenita y un 10% en la stolzita, pasando por minerales como la chillagita (64% molibdato, 36% wolframato) y demás minerales de la serie. Sin embargo, la Comisión para Nuevos Minerales, Nomenclatura y Clasificación de la Asociación Mineralógica Internacional ha declarado que las soluciones sólidas no requieren nuevos nombres.

## Termodinámica y química
La capacidad calorífica, la entropía y la entalpía de la wulfenita fueron determinadas tomando en cuenta la existencia de disoluciones sólidas y de impurezas. Los valores reportados fueron los siguientes: Ccº (298,15 K) = 119,41±0,13 J/molK; S°(298,15) = 168,33±2,06 J/molK; ΔH°= 23095±50 J/mol.
Cuando se le somete a la llama, la wulfenita se desintegra audiblemente y se funde fácilmente. Con la sal de fósforo se obtienen perlas de molibdeno. Con NaOH sobre carbón produce un glóbulo de plomo. Cuando el mineral pulverizado se evapora con HCl, se forma óxido de molibdeno(VI).
El molibdeno puede ser extraído a partir de la wulfenita aplastando el mineral hasta partículas de un tamaño entre 200 y 400μm. Tras ello, se mezcla con NaNO3 o con NaOH, y se calienta hasta los 700 °C (descomposición), disolviendo con agua, filtrando y recogiendo los residuos insolubles, que pueden incluir Fe, Al, Zn, Cu, Mn, Pb, Au y Ag. Después, la solución de molibdato de sodio (NaMoO4) es agitada junto con una solución de MgCl2, y filtrada. Se añade CaCl2, FeCl2 o cualquier otro cloruro a la solución de Mo, se calienta, se filtra y el producto deseado es obtenido. Todo el proceso ha sido patentado por la Union Carbide Corporation.

## Síntesis
Se ha observado que la wulfenita se puede formar sintéticamente a través de hacer reaccionar molibdita con cerusita, o molibdita con óxido de plomo(II). Ambos métodos para la síntesis se describen aquí:

### Síntesis a partir de molibdita y cerusita
El análisis térmico de la mezcla 1:1 de molibdita y cerusita mostró primero los picos característicos de la cerusita. Hay un acentuado pico endotérmico a 300 °C, que ocurre durante la deshidratación de la hidrocerusita asociada con la cerusita. Un segundo pico a 350 °C, en el primer paso de la disociación de la cerusita en PbO·PbCO3. Más tarde, a 400 °C, un pico endotérmico medio representa el segundo paso de la disociación en óxido de plomo(II). Estas transiciones implican una disminución de la masa, que ocurre en pasos. Primero, la deshidratación de la hidrocerusita está marcada por su pérdida de OH constituyente y más tarde es la liberación de dióxido de carbono durante la disociación de la cerusita. La formación de wulfenita ocurre a 520 °C, como se observa en el pico exotérmico. La reacción entre los óxidos de plomo y el molibdeno tiene lugar a 500–600 °C, junto con la formación del molibdato de plomo.
Los picos endotérmicos a 880 °C y 995 °C tal vez denoten la vaporización y fusión del plomo restante y de los óxidos de molibdeno. Un pequeño pico a 1050 °C representa la fusión de la propia wulfenita, mientras un pico aún menor a 680 °C podría indicar algo de vaporización de la molibdita, puesto que el óxido de molibdeno se volatiliza a 600-650 °C.
La reacción ocurre de la siguiente manera:
350 °C: 2PbCO3 → PbO·PbCO3+CO2
400 °C: PbO·PbCO3 → 2PbO+CO2
500–520 °C: MoO3+PbO → PbMoO4 (wulfenita)

### Síntesis a partir de molibdita y óxido de plomo
El análisis térmico de la mezcla 1:1 de molibdita y de óxido de plomo(II) sugiere que la formación de la wulfenita ocurre a 500 °C, ya que se puede observar un pico exotérmico a esta temperatura. La investigación microscópica de los productos muestra que a 500 °C, la wulfenita es el principal producto; mientras que a 950 °C la wulfenita es el único constituyente del producto, puesto que los granos de molibdita y de óxido de plomo se funden y se volatilizan. Un pequeño pico a 640 °C podría representar el comienzo de la vaporización y un pico endotérmico grande y agudo a 980 °C indica la fusión y volatilización de los óxidos de plomo y molibdeno que no han reaccionado.

### Características de la wulfenita sintética
La wulfenita sintética tendrá la siguiente composición: 91,38% PbO y 38,6% MoO3. Estas síntesis te dará ejemplares de wulfenita que es amarilla pálida, en secciones finas y ópticamente negativa. Cristaliza en el sistema tetragonal, en la forma de cristales tabulares cuadrados, y con exfoliación en {011}. Sus cristales también presentan transparencia y brillo adamantino. Los datos de difracción de rayos X, las dimensiones calculadas de la celda, y ángulos axiales ópticos de la wulfenita sintética también son consistentes con los del mineral natural.

## Coloración
La wulfenita pura carece de color, pero la mayoría de los ejemplares muestran colores que van desde tonos amarillo crema hasta un rojo intenso. Algunos ejemplares incluso muestran coloraciones azules, marrones y negras. El color amarillo y rojo de la wulfenita es causado por pequeñas trazas de cromo. Otros han propuesto que mientras el plomo añade algo de color, el ion molibdato contribuye al color amarillo de la wulfenita.
Estudios más recientes sugieren que, aunque la presencia de impurezas extrínsecas, la no estequiometría en las redes catiónicas y aniónicas también juega un papel importante en la coloración de los cristales. Tyagi et al. (2010) encontró que una razón de la coloración son impurezas extrínsecas, ya que lograron cultivar cristales que mostraban un color rojo, verde y varias tonalidades de amarillo simplemente cambiando la pureza de las cargas iniciales. Eso también postularon que la presencia de Pb3+ no es la causa de la coloración. Puesto que los cristales que cultivaron en una atmósfera de argón son de un color amarillo claro, sugieren que la concentración intersticial de oxígenos puede ser otra causa de la coloración de la wulfenita. Tyagi et al. apunta, sin embargo, que el Mo en un estado de oxidación menor en una atmósfera de argón, siendo Mo5+ en vez de Mo6+. Esto sugiere que la concentración de molibdeno pentavalente es también causa de la coloración.
Talla et al. (2013) postula que cantidades trazas de cromo tienen, de hecho, un papel clave en la determinación del color de la wulfenita. Aquí, el anión CrO42- sustituye al grupo MoO42- en la posición tetraédrica. Encontraron que cantidades tan pequeñas como 0,002 átomos por unidad de fórmula (apfu) de Cr6+ sustituyendo al Mo6+ es adecuado para dar lugar a un espécimen anaranjado. Valores apfu del Cr6+ de 0,01 resultaron en color rojo. Talla et al. enfatiza que el color es resultado de un cambio en la intensidad de absorción más que de un cambio en el espectro de emisión.

## Galería

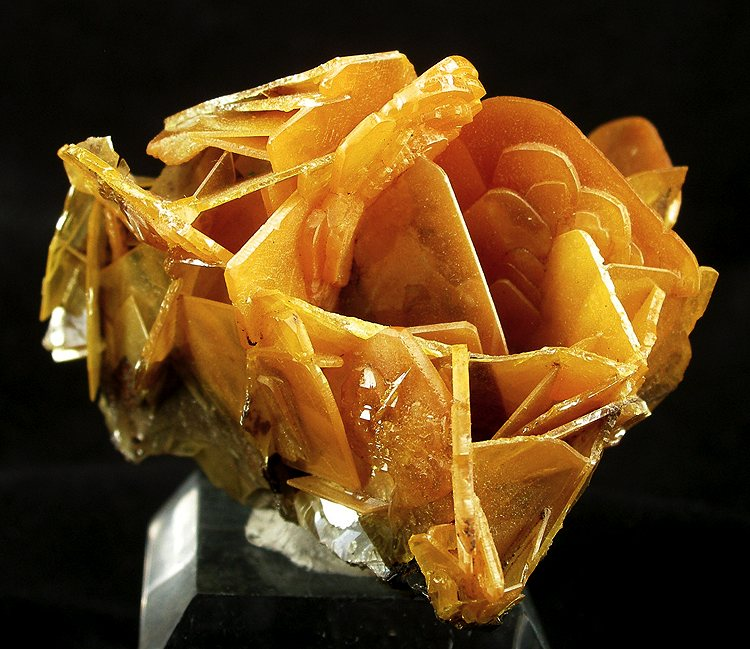
Grupo de cristales hojosos de wulfenita translúcidos de color caramelo procedentes de la Mina Glove, Arizona, Estados Unidos.
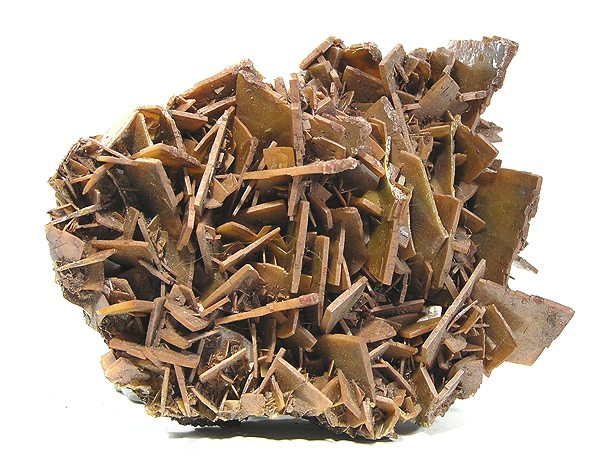
Láminas de cristales muy afilados de color marrón chocolate de wulfenita de hasta 1,5 cm de arista.
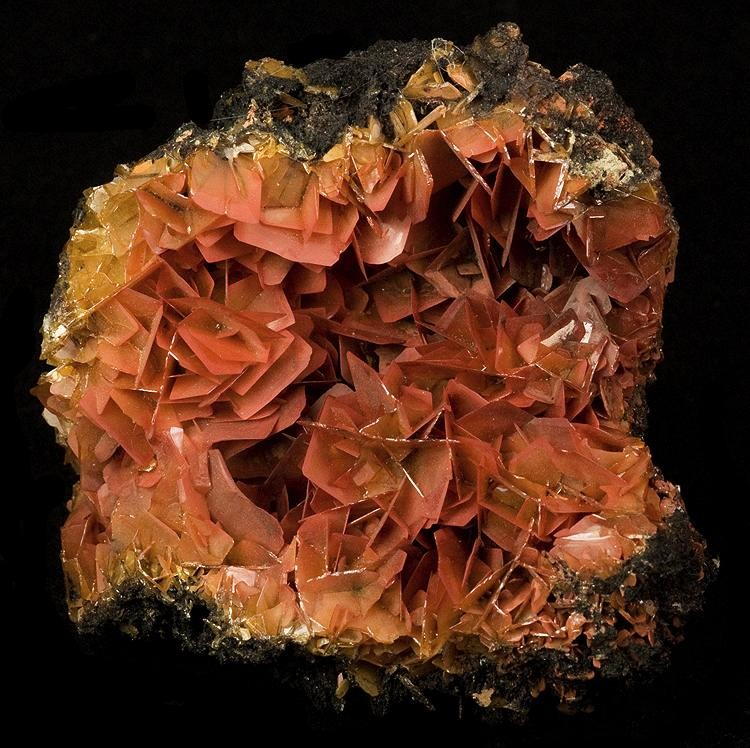
Un rico conjunto de cristales tabulares de color rojo-marronáceo de wulfenita que llenan el hueco en forma de geoda de la matriz de gossan.
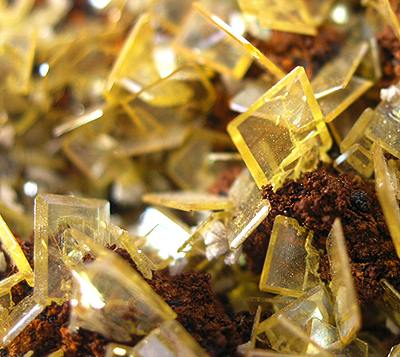
Espécimen de Wulfenita de la Mina Ojuela, Mapimí, Durango, México.
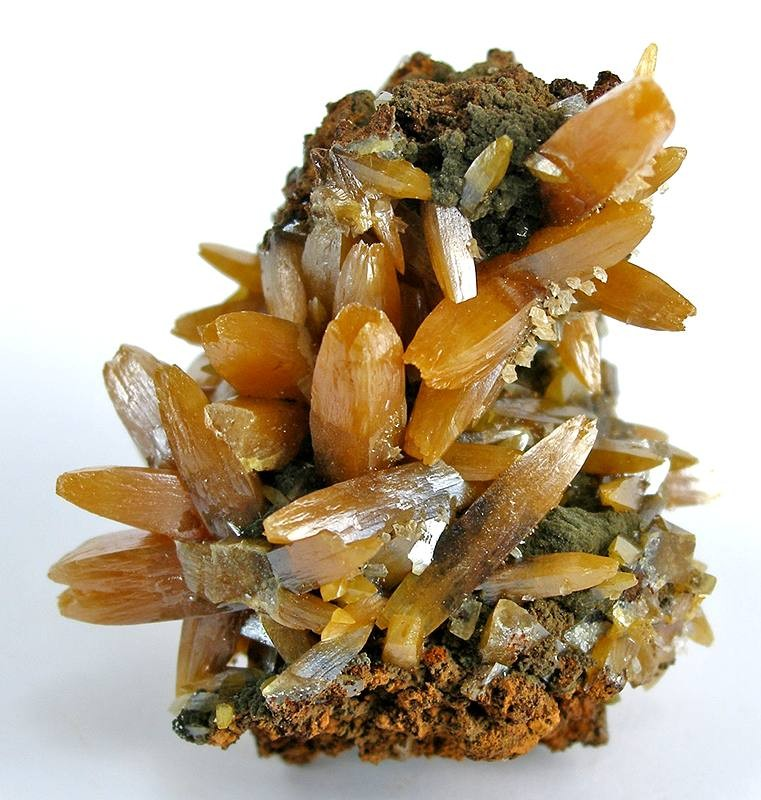
Espécimen de la Mina Ojuela, Mapimí, Durango, México.
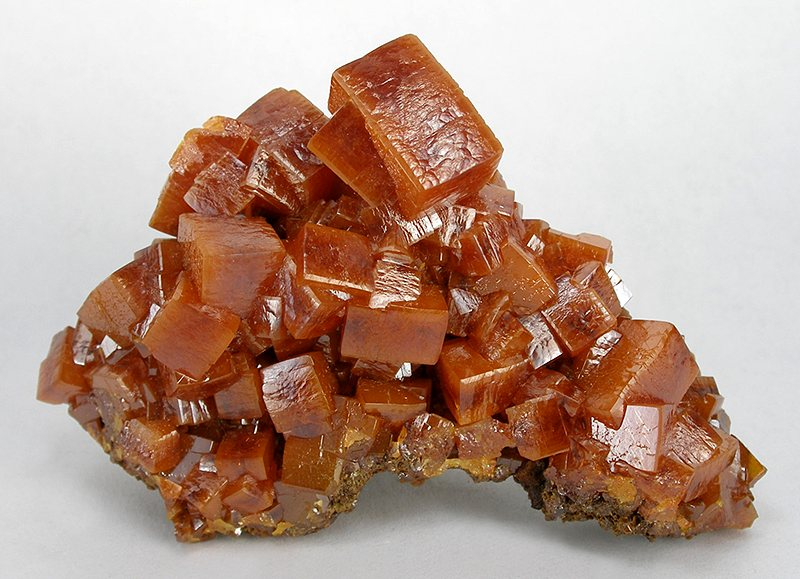
Cristales intensamente coloreados de hasta 1,7 cm, de la Sierra de Los Lamentos, municipio de Ahumada, Chihuahua, México.
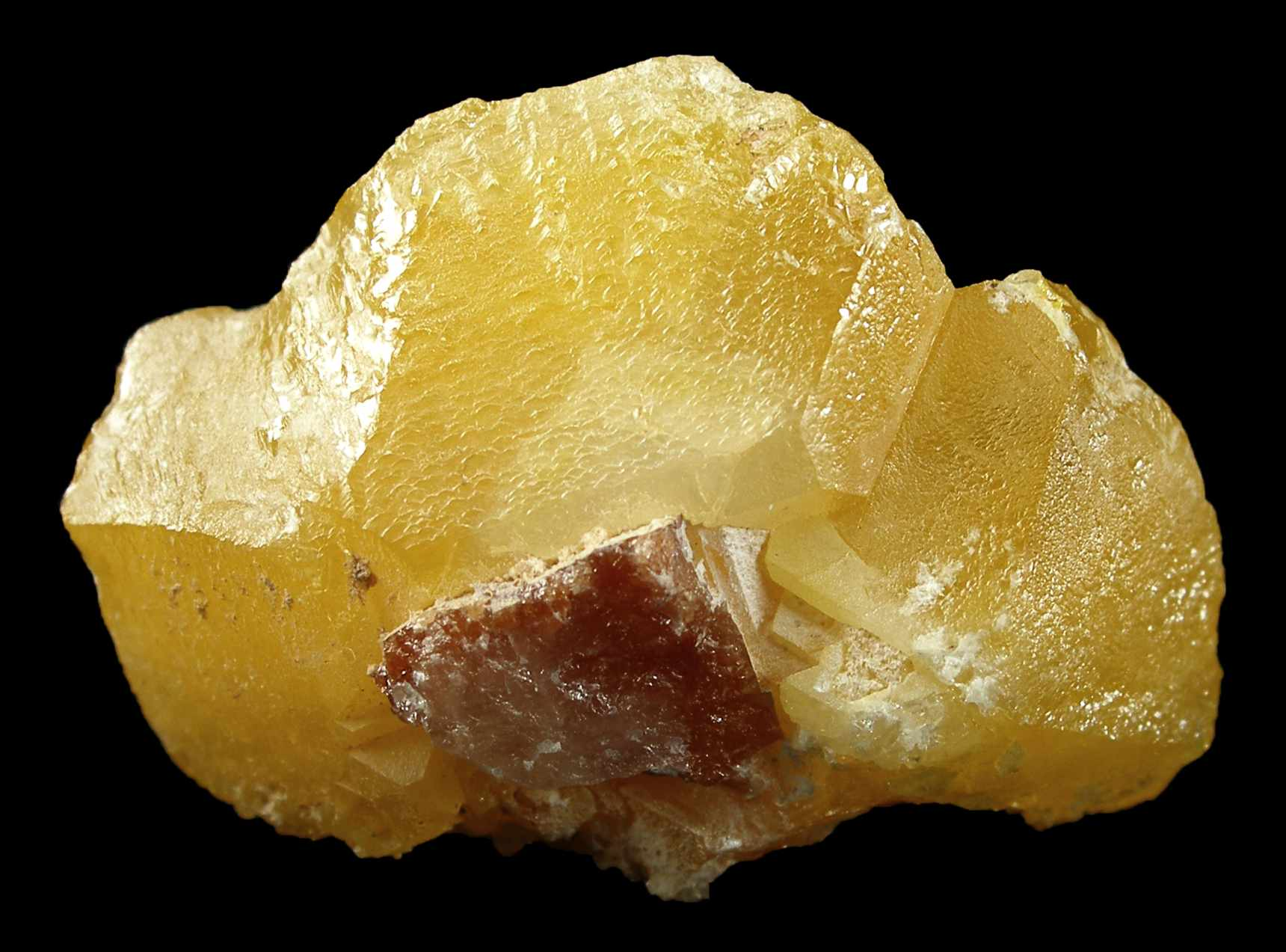
Un cristal amarillo alargado en sus lados, con un pequeño cristal de cerusita pegando en el frente.
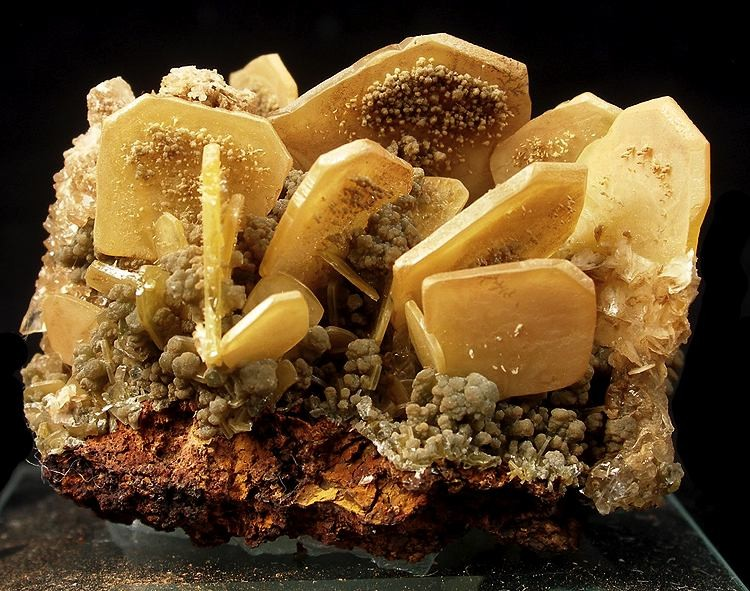
Un clásico grupo de color caramelo de wulfenita hojosa con muchos agrados botroidales de mimetita verde oliva.
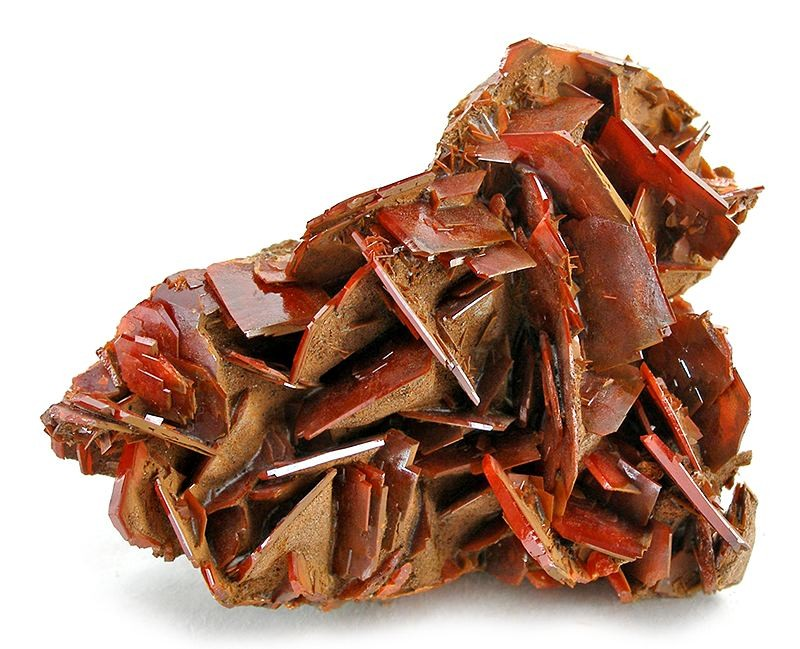
Wulfenita de Mina Jianshan, Xinjiang, China
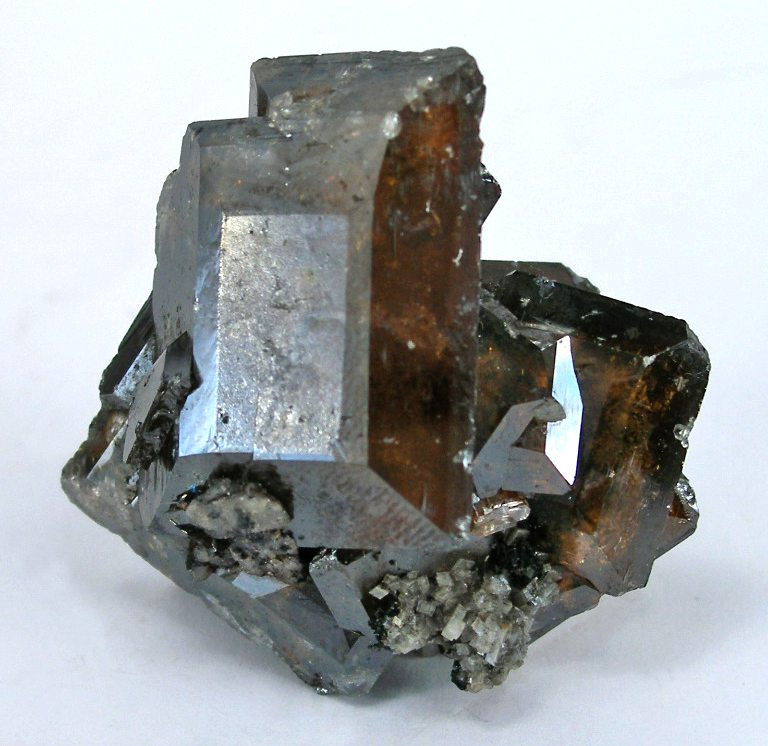
Wulfenita de la Mina Tsumeb (Tsumcorp Mine), Tsumeb, Región Otjikoto (Oshikoto), Namibia.
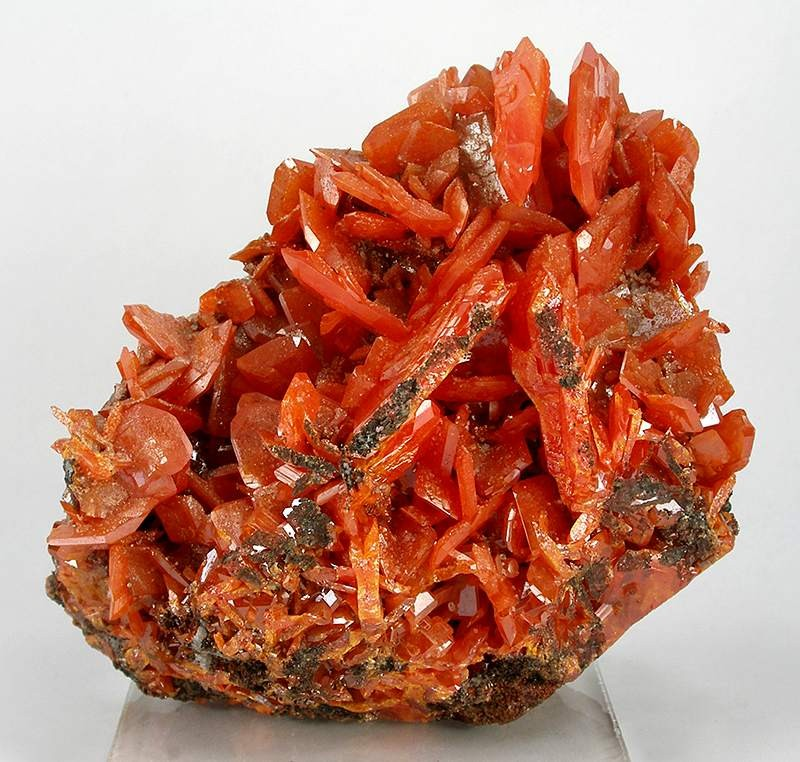
Cristales rojos de wulfenita.
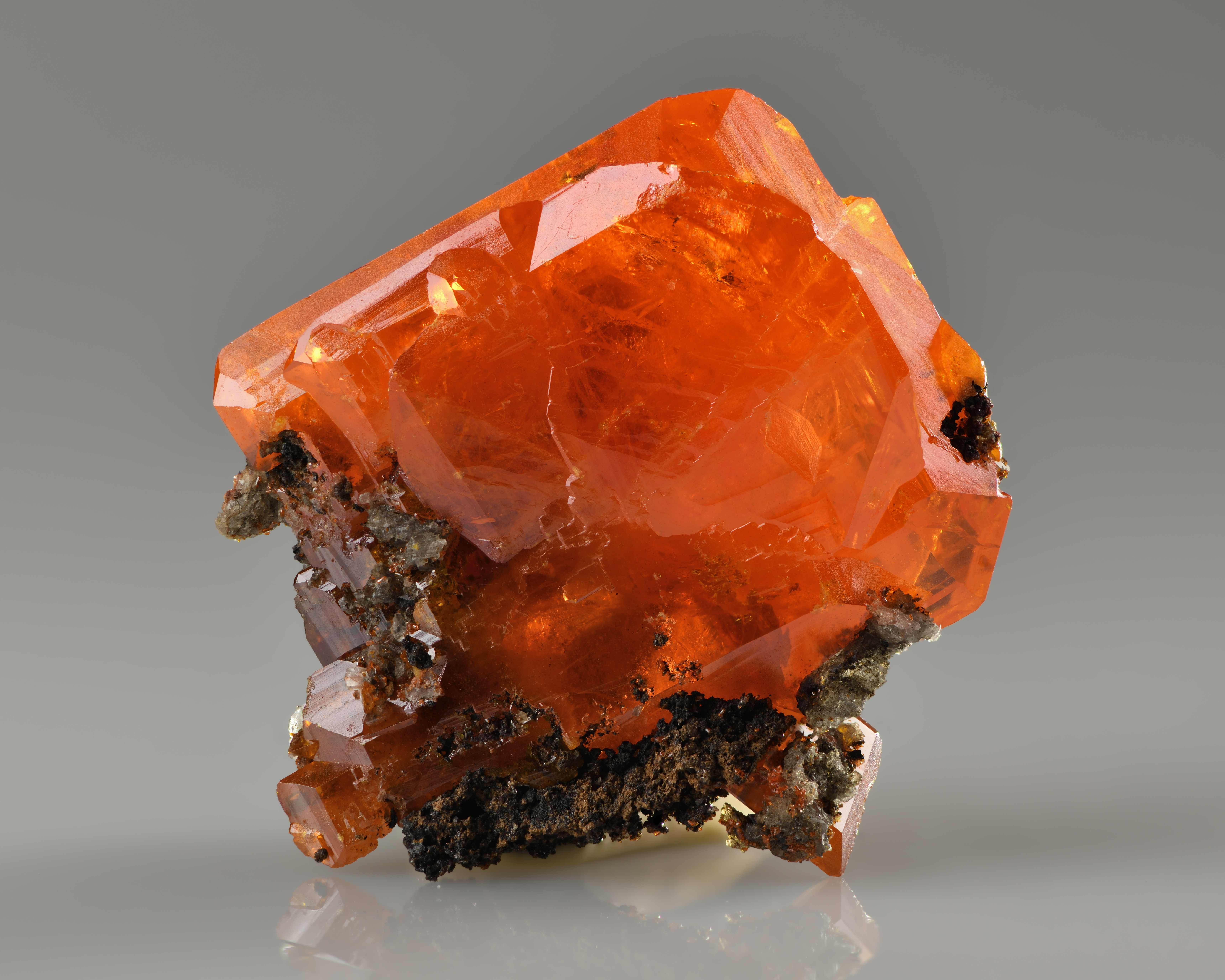
Cristal rojo anaranjado tabular de wulfenita sobre la matriz (2,2 x 1,7 x 0,3 cm) Procedente de Red Cloud mine, La Paz County, Arizona, Estados Unidos.
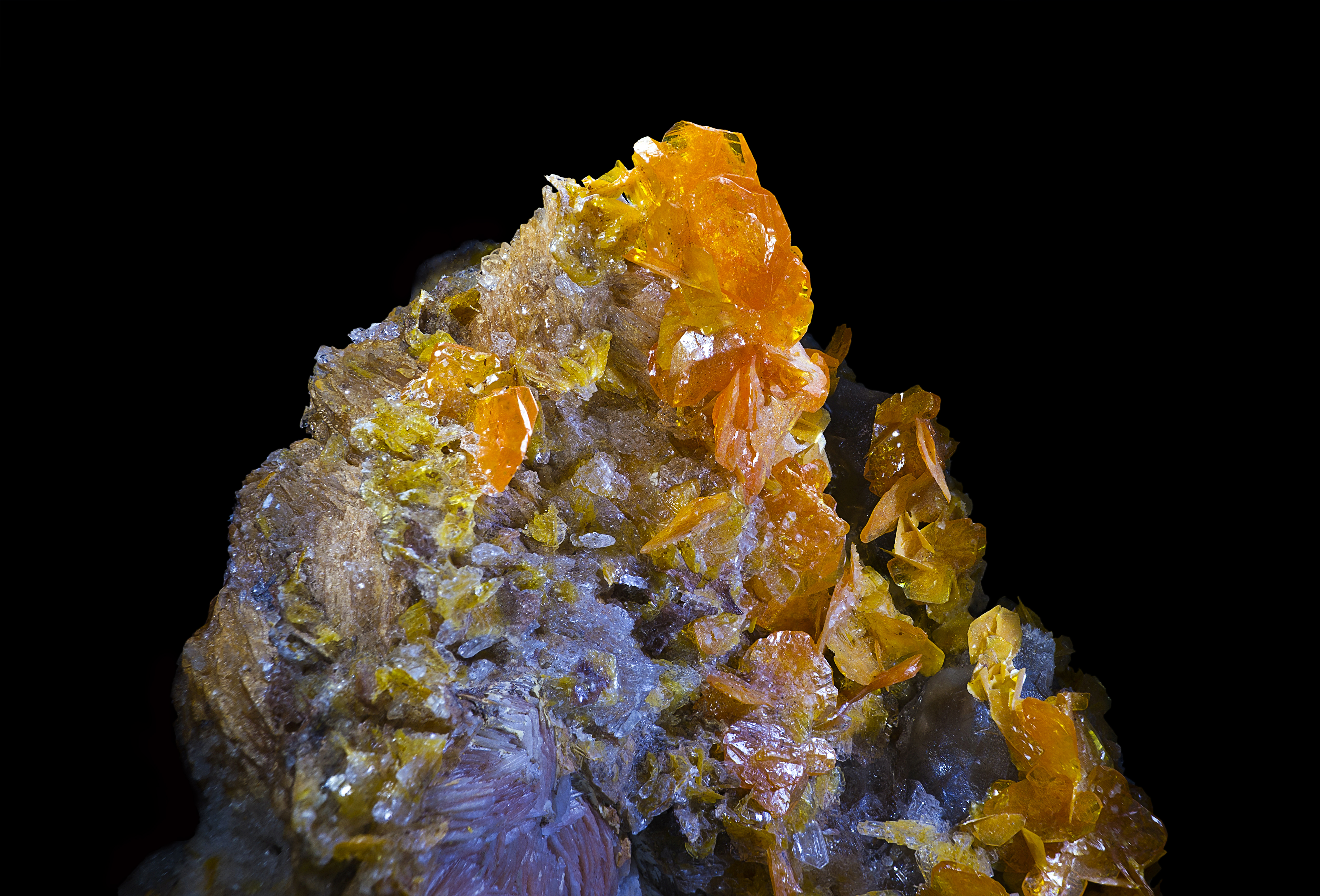
Wulfenita de color caramelo procedente de Marruecos.
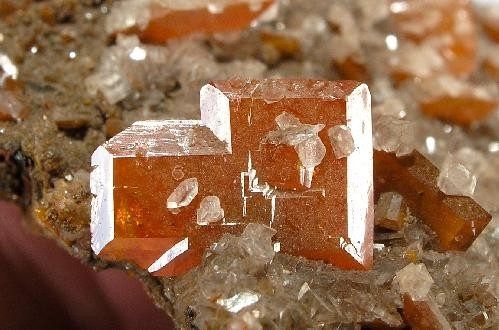
Cristal de wulfenita bajo microscopio.
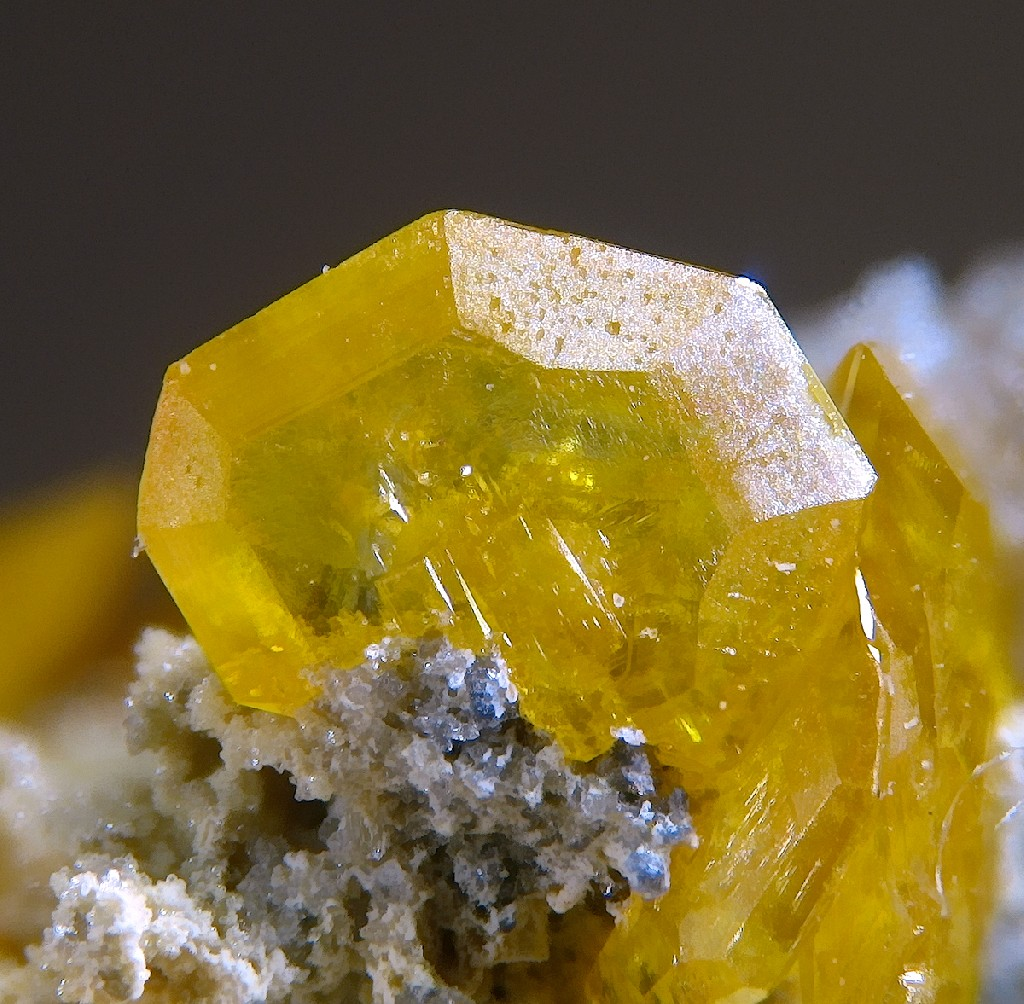
Cristal de wulfenita de color amarillo limón visto bajo el microscopio, procedente de la mina Los Lastonares, Albuñuelas, Granada, Andalucía, España.